# Fiat iustitia, et pereat mundus

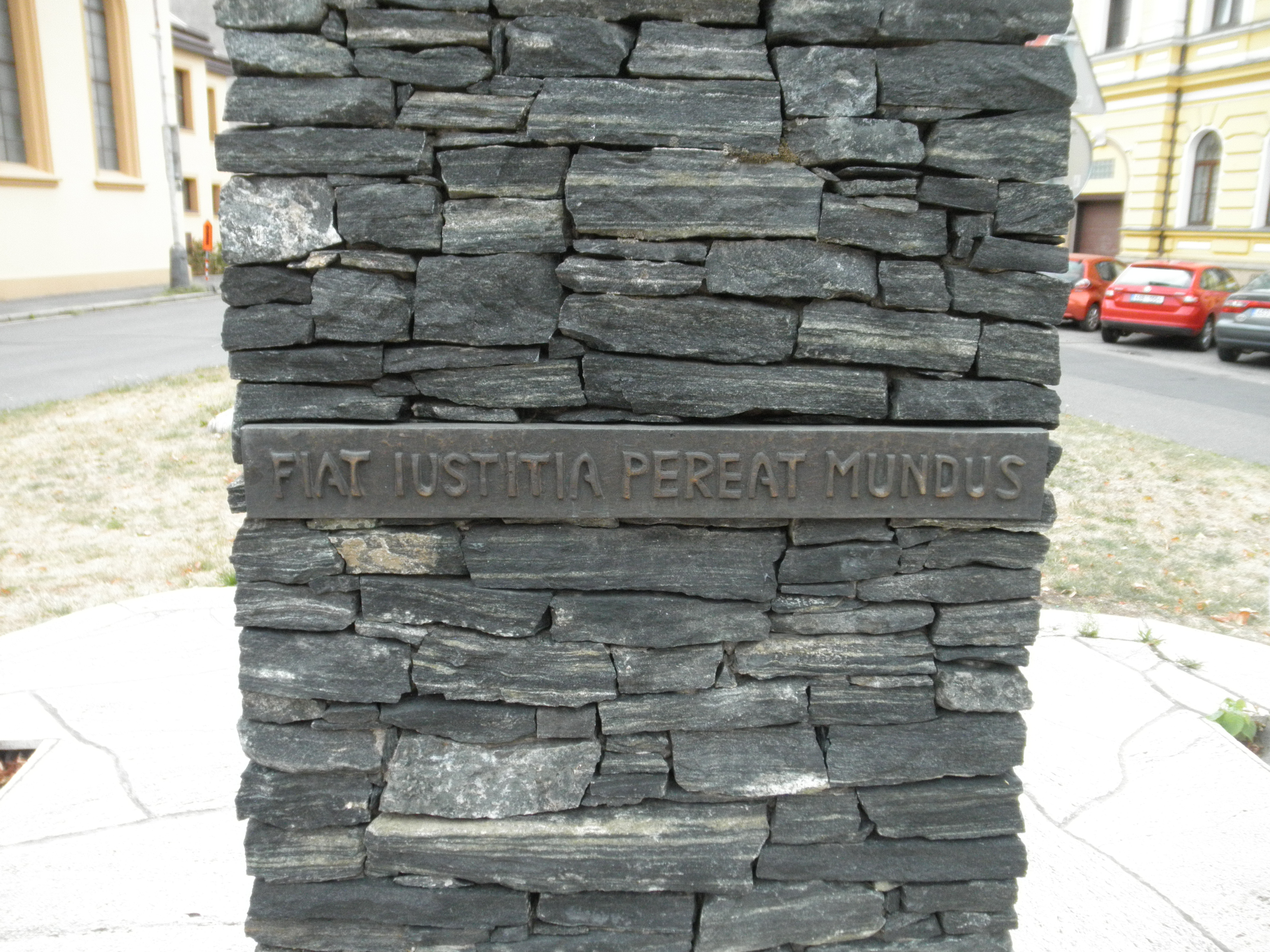
Надпись Fiat iustitia pereat mundus на скульптуре «Весы правосудия» в г. Колине. Скульптура выполнена Иваном Эрбеном в 2001 году

Fiat iustitia, et pereat mundus — латинское словосочетание, означающее «Да свершится справедливость, даже если мир погибнет» (то есть независимо от практических последствий этого). Встречаются также формулировки Fiat iustitia, ruat mundus («Да свершится справедливость, даже если мир падёт») и Fiat iustitia, ruat caelum («Да свершится справедливость, даже если небеса упадут»).

## Происхождение
Попытки установить древнеримское происхождение этого выражения не привели к успеху, хотя оно и приписывалось в разное время различным фигурам Античности (в частности, Квинту Муцию Сцеволе). В настоящее время считается, что оно впервые было употреблено Адрианом VI, папой Римским в 1522—1523 гг., в ответ на предложение помиловать аристократа Лелио делла Валле (родственника влиятельного кардинала Андреа делла Валле), обвиняемого в убийстве: по словам папы, сохранившимся благодаря записи в дневнике Марино Сануто (опубликованном в конце XIX века),

отпущение греха человекоубийства не может быть дано кроме как по важной причине и без того, чтобы были выслушаны те, кто считают себя потерпевшими ущерб, так что мы желаем выслушать и другую сторону, ибо устремление наше в том, чтобы свершилась справедливость и погиб мир.
Оригинальный текст (лат.)Absolutiones ab homicidio non dantur nisi magna ex causa, et nisi auditis qui se laesos praetendunt, et ideo volumus audire utramque partem, quia animus noster est ut fiat justitia et pereat mundus.

Примерно 1552 годом датируется употребление этой формулы (в виде Fiat iustitia, ruat mundus) в прошении о помиловании, поданном неустановленным английским членом парламента в королевский Тайный совет. Некоторую известность этому латинскому выражению придало его использование в качестве девиза Фердинандом I, императором Священной Римской империи в 1556—1564 гг., который в юности воспитывался будущим папой Адрианом. Первое упоминание об этой фразе как о девизе Фердинанда встречается уже в книге Иоганна Якоба Манлия «Собрание общих мест» (Locorum communium collectanea; 1565).
Современные исследователи — прежде всего, историк права Детлеф Либс — указывают, что папа Адриан не имел в виду гибели мира в результате торжества справедливости и употребил латинское слово mundus в другом значении: как набор украшений (чаще женских), — подразумевая под этим гордость аристократов, ставящих себя выше божеского и человеческого закона.
Также к XVI веку относится сходное изречение на немецком языке, содержащееся в проповеди Мартина Лютера, произнесённой 10 мая 1535 года:

Да свершится то, что справедливо, и пусть мир погибнет.
Оригинальный текст (нем.)Es geschehe, was recht ist, und sollt die Welt drob vergehen.

В этом случае под «миром» (нем. die Welt), по мнению современных комментаторов, понимается мирское начало, мешающее религиозному возрождению.

## Последующие интерпретации и оценки
Уже в XVIII веке принцип Fiat iustitia, et pereat mundus вызывал сомнения. Так, лектор кембриджского Колледжа Святого Иоанна Джеймс Танстолл указывал в 1740-х гг. на то, что

Максима стоиков «Fiat iustitia, pereat mundus» неверна не только потому, что делает немыслимое предположение, будто справедливость, прочнейшая основа и опора всего нравственного мира, может вызвать его полнейший распад и уничтожение; но потому, что предполагает, будто справедливость может оставаться добродетелью после того, как её благотворная миссия, из которой её добродетельность и вытекала, будет удалена из неё.
Оригинальный текст (англ.)The stoical maxim, — fiat justitia et ruat mundus, is not only faulty, because it puts impossible supposition, that justice, the strongest cement and support of the whole moral world, may cause its universal dissolution and ruin; but, because it supposes that justice may continue to be a virtue, when its beneficial tendency is removed from it, from which its virtuous quality is derived.

Наибольший резонанс получило обращение к этому вопросу Иммануила Канта в трактате «К вечному миру» (нем. Zum ewigen Frieden; 1795). Для Канта важно ограничить абсолютный характер латинской формулировки:

Положение «Fiat iustitia, pereat mundus», которое можно перевести как: «Да господствует справедливость, если даже от этого погибнут все плуты в мире», вошло в обиход как пословица. Звучит оно, правда, несколько вызывающе, но оно истинно и представляет собой смелый принцип права, отрезающий все окольные пути, указанные коварством или силой. Не следует только ошибочно истолковывать его и понимать как дозволение пользоваться своим правом со всей строгостью (это противоречило бы этическому долгу). Оно налагает на власть имущих обязанность никому не отказывать и никого не ограничивать в его праве из-за недоброжелательства или сострадания к другим.
Оригинальный текст (нем.)Der zwar etwas renommistisch klingende, sprüchwörtlich in Umlauf gekommene, aber wahre Satz: fiat iustitia, pereat mundus, das heißt zu deutsch: »es herrsche Gerechtigkeit, die Schelme in der Welt mögen auch insgesamt darüber zu Grunde gehen«, ist ein wackerer, alle durch Arglist oder Gewalt vorgezeichnete krumme Wege abschneidender Rechtsgrundsatz; nur daß er nicht mißverstanden, und etwa als Erlaubnis, sein eigenes Recht mit der größten Strenge zu benutzen (welches der ethischen Pflicht widerstreiten würde), sondern als Verbindlichkeit der Machthabenden, niemanden sein Recht aus Ungunst oder Mitleiden gegen andere zu weigern oder zu schmälern, verstanden wird.

Как указывает философ Отфрид Хёффе, Кант своим разъяснением возвращает фразе тот изначальный смысл, который был вложен в неё папой Адрианом.
Обоснованность буквальной трактовки принципа Fiat iustitia, et pereat mundus подвергалась сомнению философами и правоведами, также искавшими возможность его переформулировать. Так, Людвиг фон Мизес в своём труде «Человеческое действие: Трактат по экономике» перевернул данную фразу в Fiat iustitia, ne pereat mundus («Да свершится справедливость, чтобы мир не погиб»), провозгласив это девизом «экономистов-утилитаристов». Николай Бунге, ссылаясь на Августа Цешковского, предполагал: «Если девиз: „да водворится правда, и пусть погибнет мир“ — имеет за собою право давности, то не правильнее ли придерживаться взгляда <…>: „да водворится правда, и да воспользуется ею мир“». Правовед Пётр Обнинский писал:
Не в наказании преступника, а в его исправлении, <…> не в мести за общество, а в охране его, — <…> конечн[ая] задач[а] правосудия… Fiat justitia et pereat mundus говорит прошедшее — fiat justitia et vivat mundus скажет будущее <…> Правосудие вместо постороннего обществу самодовлеющего культа станет живым могущественным органом его развития и преуспеяния.
На то, что «место пресловутого правила Fiat iustitia, et pereat mundus займёт ясное понимание действительного значения права в общем ходе культурной жизни», надеялся и Фридрих Альберт Ланге. Австрийский публицист Герберт Мюллер-Гуттенбрунн, в свою очередь, предсказывал:

За призывом «Fiat iustitia, pereat mundus!» однажды последует призыв «Pereat justitia, fiat mundus!» — такой мир, в котором истерзанного человека не казнят, а поддержат.
Оригинальный текст (нем.)Dem Rufe „Fiat justitia, pereat mundus!“ wird eines Tages der Ruf folgen „Pereat justitia, fiat mundus!“ ein mundus, in dem der gequälte Mensch nicht hingerichtet, sondern aufgerichtet wird.

«Опасной бессмыслицей» (англ. dangerous nonsense) называет буквальную трактовку принципа Fiat iustitia, et pereat mundus крупнейший американский правовед Ричард Познер, подчёркивающий, что «право — человеческое создание, а не божественный дар». Склонность к такой буквальной трактовке получила в немецкой традиции название «правовой фанатизм» (нем. Gerechtigkeitsfanatismus).